# Анакапа
Анакапа (англ. Anacapa) — невеликий довгастий вулканічний острів, розташований приблизно за 23 км від західного узбережжя Каліфорнії. Острів належить до групи островів Чаннел і є частиною національного парку Чаннел-Айлендс. Анакапа — єдиний острів з назвою не іспанського походження. Він складається з 3-х частин (східна, центральна і західна Анакапа) і має площу 2,95 км2. У східній частині острова розташована станція для відвідувачів національного парку, керована згідно з Переписом населення 2000 року трьома рейнджерами. Крім того, тут розташований маяк «Anacapa Lighthouse».

## Галерея

Зображення
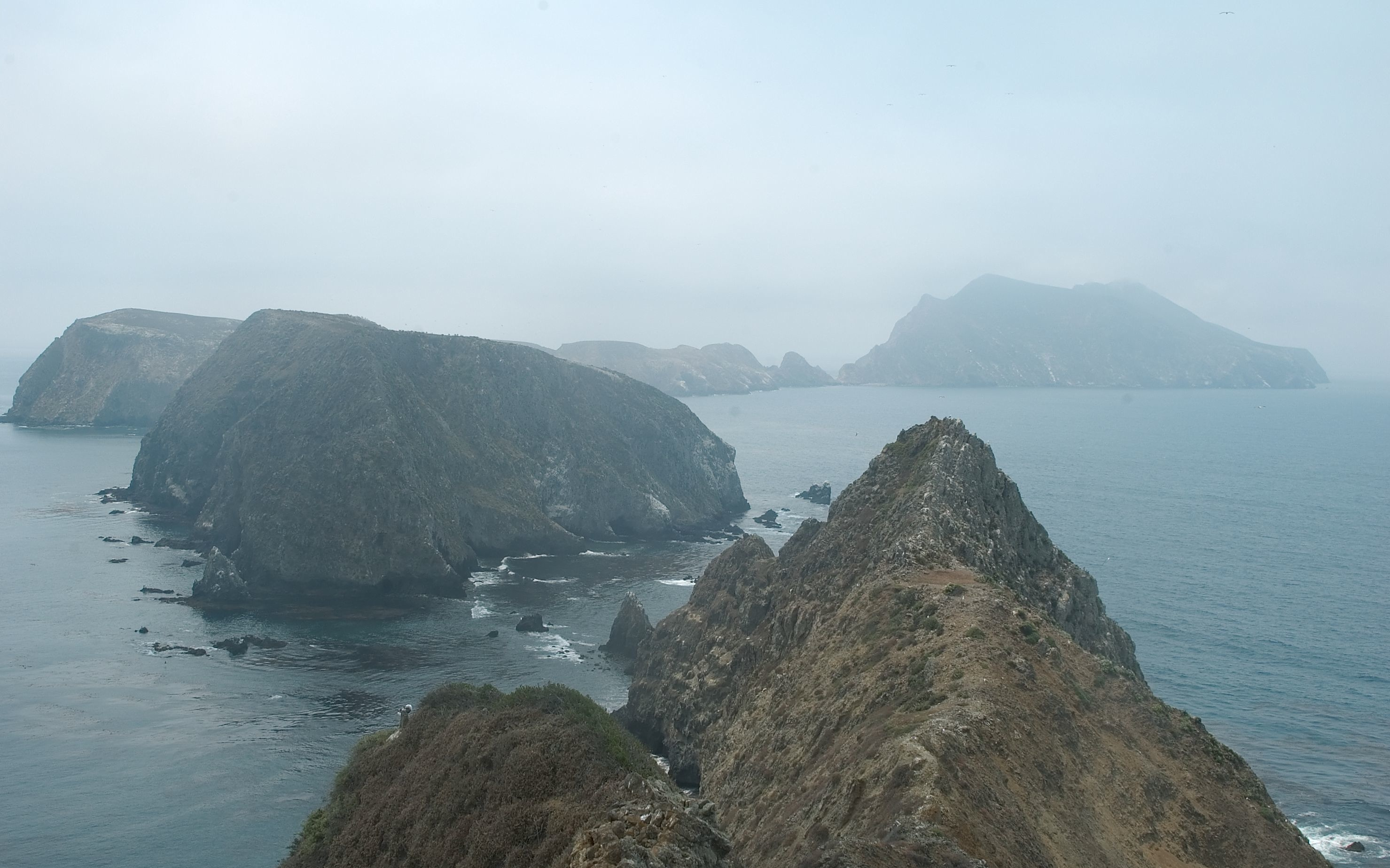
Західна і центральна Анакапа. Вигляд зі сходу
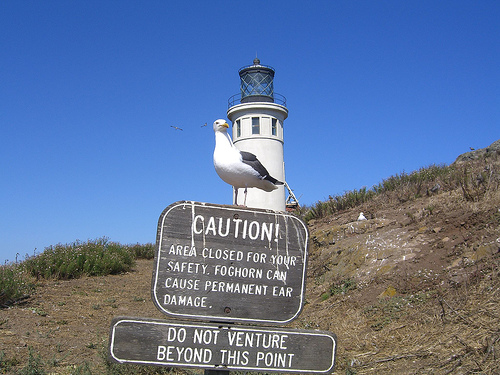
Маяк на Анакапі
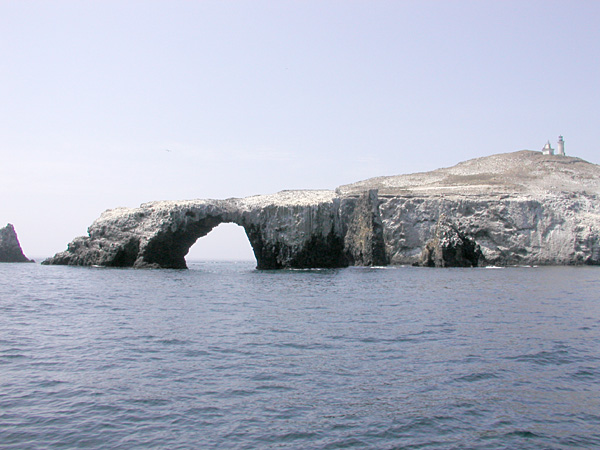
Арка Анакапи
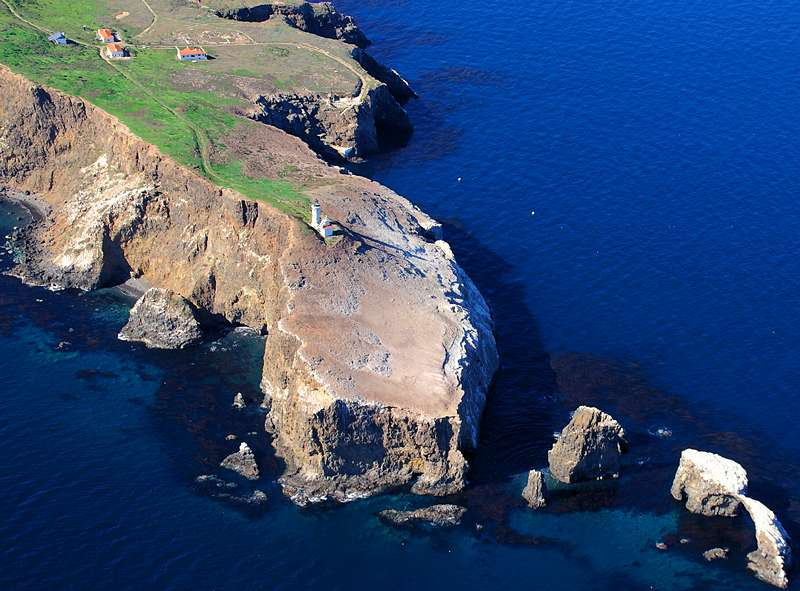
Східна Анакапа з маяком і станцією рейнджерів